# Rok Lunaček
Rok Lunaček [rók lúnačək], slovenski pevec, besedilopisec, aranžer, producent in kantavtor, * 18. marec 1978, Ljubljana, Slovenija
Rok Lunaček je poznan tudi kot frontman skupine Flirt / Flirrt in svojega solo kantavtorskega projekta Rok Lunaček in Rokovnjači. Izhaja iz družine judovskega porekla, je vnuk pionirja sodobnega porodništva in ginekologije Pavla Lunačka, nečak slovenskega psihiatra in psihoanalitika Matjaža Lunačka ter bratranec slovenskega akademskega slikarja, ilustratorja, striparja, komparativista in filozofa Izarja Lunačka.

## Flirt / Flirrt
Leta je 1997 je s skupino Flirt pri založbi Helidon izdal prvenec Frizerski salon. Kasneje je s skupino izdal še album Modroplavo (1998, Helidon) in Univerzum (2000, Menart Records). Z izidom tega albuma, na katerem so se zvrstile številne uspešnice, so postali ena najbolj popularnih slovenskih pop skupin. Leta 2002 je po koncertu na Vrhniki zapustil skupino. V letu 2009 se je skupina v spremenjeni postavi in z dodatnim R-jem v imenu ponovno vrnila na glasbeno sceno. Že v naslednjem letu (2010) so Flirrt izdali svoj četrti studijski album z naslovom Horizont. Za tem je skupina izdala še 3 albume, in sicer album Lajf (2013), akustični album Izpod kovtra (2014) in dvojni studijski album Jekyll & Hyde (CD1, 2017 in CD2, 2018).
Od leta 1997 pa do 2018 je Lunaček za skupino Flirt / Flirrt napisal več kot 100 avtorskih skladb. Med najbolj uspešne zagotovo sodijo slednje: »Romeo in Julija«, »V mojem telesu«, »Njena balada (v meni in tebi)«, »Ko je ni« (najbolj predvajana pesem na radijskih postajah leta 1999), »Ona«, »Koga sanja«, »Inja«, »Poljubi me«, »Na peronu«, »Prvič«, »Zbiram vse, kar nosila je«, »Nekoč sva se pa rada imela«, »Punca v belem«, »Nimaš kaj za zgubit« z Juretom Torijem. Avgusta 2018 so izdali singel »20 let nazaj«, 1. aprila 2019 pa so predstavili pesem "A ni super živet". Leta 2021 so ob 20 letnem jubileju zimzelene »Romeo in Julija«, posneli obdelavo dotične skladbe in tudi videospot. Leta 2022 so izdali skladbo »Kako si kaj?« in konec leta 2022 še pesem »Ko leživa«. 

### Albumi[6]
1. Frizerski salon (1997)
2. Modorplavo (1998)
3. Univerzum (2000)
4. Horizont (2010)
5. Lajf (2013)
6. Izpod kovtra (2014)
7. Jekyll & Hyde (dvojni album: CD1 2017, CD2 2018)

## Kantavtorstvo
Lunaček, čigar največji vzorniki so Đorđe Balašević, Arsen Dedić, Tomaž Pengov, Leonard Cohen, Bruce Springsteen, Johnny Cash in Bob Dylan, pravi, da je že od najstniških let naprej pisal poezijo.
Leta 2017 se je prvič javno prestavil kot kantavor na 37. Festivalu melodij morja in sonca s skladbo »Ob morju«. Do danes je izdal naslednje skladbe: »Nisem kriv« (ki je bila izbrana na natečaju Imamo dobro glasbo), »Ob morju«, »Prišla si tiho« (ki je poklon pokojnemu Tomažu Pengovu), »Uteha šoferjev in nočnih izmen«, »V preteklosti ni prihodnosti«, duet s Karmen Kaan (iz dua Mon'ami) »Ljubezen iz navade«, »Kaj vse je videlo že morje« , »Vodovodar Brane« in »Ljubezen« (Popevka 2019), »Solze bi ti povedale več od mene«, »Oda prdcu«, »Tvoje leto brez tebe«, »Med nekoč in danes« in »Življenje je reka«.

## Besedila za druge izvajalce
Za druge izvajalce je do danes napisal več kot 400 besedil.
Tako je med drugim pisal besedila za različne slovenske izvajalce:
- Alya: Dobro jutro življenje, Halo, Zdaj in za vedno
- Ansambel Modrijani: Sreča je v naju, Ti me tako lepo, Ljubiva, Ljubljena
- Vili Resnik: Moja generacija, Moja dolina, Lepa za umret, Stara lipa, Ti si me čakala, Moj objem, Še zdaj ne vem zakaj, Ona me ljubi
- Slavko Ivančić: Nekoč
- Božidar Wolfand - Wolf: Najlepše stvari, Imela sva vse
- Ansambel Poskočni muzikanti: Zagorijo solze, Usojena, Cuk'r moj, Kdo je kriv?, Ko ti bo hudo, Beli oblaki, bele snežinke (z Nušo Derenda)
- Nuša Derenda: Sto in ena, Zaljubljena (z Isaacom Palmo)
- Sergije Lugovski: Zdaj je, kar je
- Tilen Lotrič: Jagoda, Življenje se piše z veliko, Ljubi ljubi me, Bilo je sladko
- Mambo kings: Balerina, Moje srce, Romeo in Julija, En deci ljubezni
- Aleksandra Ilijevski: Ko imava sebe
- Victory: Še vedno sva ista, Najlepša si, Vesel
- Natalija Verboten: V srce, Čaša vina
- Polkaholiki: Povej povej, Sobica, Bela roža, Tik tak
- Helena Blagne: Kar bo, pa bo, Pika na i, Led in sol
- Manca Špik: Rekel si, Serenada, Po tebi mi diši ljubezen, Oba (z Isaacom Palmo), Na valentinovo, Kjer pomol poljubi morje, Kot bi te kdo ustvaril po meni, Bela barka, Nocoj, Res sem te ljubila
- Rebeka Dremelj: Zdravo sreča, Malo malo, Nekoč daleč nekje, Živim za vsak dan
- Rebeka Dremelj in Bepop: Ženska
- Isaac Palma: Na zdravje!, Obljubi, Mala mala, Dve besedi
- Zvita feltna: Gin in tonic, Edina, Kraljica, V dobrem starem Piranu, Zate, Sto tisoč let, Diamant, Tvoje oči, Dama in baraba, Mater je mraz, Pridi nazaj, Panika, Dobrodošli v raju
- Ana Grdadolnik: Spomni se kdaj name
- Alja Krušič: Roza poletje, Cocktail
- Miki Vlahovič: Ostala si, Rad te imam, Do neba, Naj tamburaši zaigrajo
- Dare Kaurič: Če me ljubiš, Kam je vsa ljubezen šla? (z New Swing Quartet)
- Firbci: Ne zbudite me, Nobena druga, Punca, Mika me
- David Amaro: Še vedno si lepa
- Rok Ferengja in Erosi: Mlada luna
- Dejan Dogaja: Nenormalno lepo, Manekenka, Uspavanka
- Nika Zorjan: Za vedno, Luna
- Nika Zorjan in Kvatropirci: Usojena
- BQL: Ko je ni, Ptica, Ni predaje, ni umika
- Domen Kumer: Najboljše vino, S tabo je vedno lepo (s Špelo Grošelj), Prva runda, Nisva prva, niti zadnja, Vino in kitara (s Špelo Grošelj)
- Buryana: Vino sladko, Brez tebe, Vidi se, Pijana noč, Moje punce, Ajde mali vozi
- Gašper Rifelj: Hotel za 2
- Klemen Bunderla: Slaba kopija, 100 razlogov
- S.I.T.: Vroče
- Klapa Semikanta: Prelepo
- Mon'ami: Dekle, Stvar percepcije, Kušn me, Kar sva imela, Vedno in povsod
- Tanja Ribič: Ljudje
- Flora & Paris: Domača vas, Potujem sam, Naša bajta
- Samuel Lucas: Sebe dajem, Nekdo, Nihče ne ve, Dama, Povej, To sem jaz, Kot nekdaj, Vse, kar imam, Vse bo ok, Kdo smo?
- Jana Šušteršič: Sama
- Dadi Daz: Vračam se domov
- Calypso: Lepa kot nekoč, Rojena zame, Na eks, Le rezerva
- Calypso & Urban Vidmar: Le rezerva, 16 let, Amore mio, Plima in oseka, Prekrokana noč, Ne me pozabit, Pelji me domov
- Urban Vidmar: 16 let, Kreten, Pelji me domov, Ne me pozabit, Prekrokana noč
- Imset: Lajf, Upornika z razlogom, Femme fatale
- Mark Zebra: Reci mi da, Če bila bi moja, Pod mojo kožo, Tri noči, Fenomenalna, Marina, S.O.S., Vitamin, Dal bi vse za tebe
- Erosi: Bodi moja
- Nastja Gabor: Za tebe bi vse to ponovila
- Skupina Tequila: Relax, Petek je, Sladka mala, Porcelan, Soseda, Deja vu, Karamela
- Sopranos party band: Nimam skrbi, Na smeh mi gre, Srečna, Ukradi me nazaj, Ni dileme
- Il divji: Dajva se mal' objet
- Ansambel Unikat: Bilo je lepo
- Alen Zabasu: Le ena je prava, Poljubi so zastonj, Sonce moje malo
- Ansambel Rosa: Bog te je dal
- Ansambel Valovi: Šilce
- Ansambel Naveza: Preteklost je del mene
- Kerlci: Spomnim se naju
- Ansambel Mladika: Ista sva kot prvi dan
- Klateži: Nekaj, kar se pozabi
- itd.

## Nagrade
Na 7. glasbenem festivalu Zlatne note, ki je potekal v Križevcih na Hrvaškem, je Rok prejel nagrado za najboljše besedilo za pesem Kad odeš (v slovenščini Rada bi vrnila čas nazaj), ki jo je predstavila slovenska pevka Tamara Goričanec. Za omenjeno pesem je Lunaček napisal tudi glasbo.